# Diferencia de edad en las relaciones sexuales

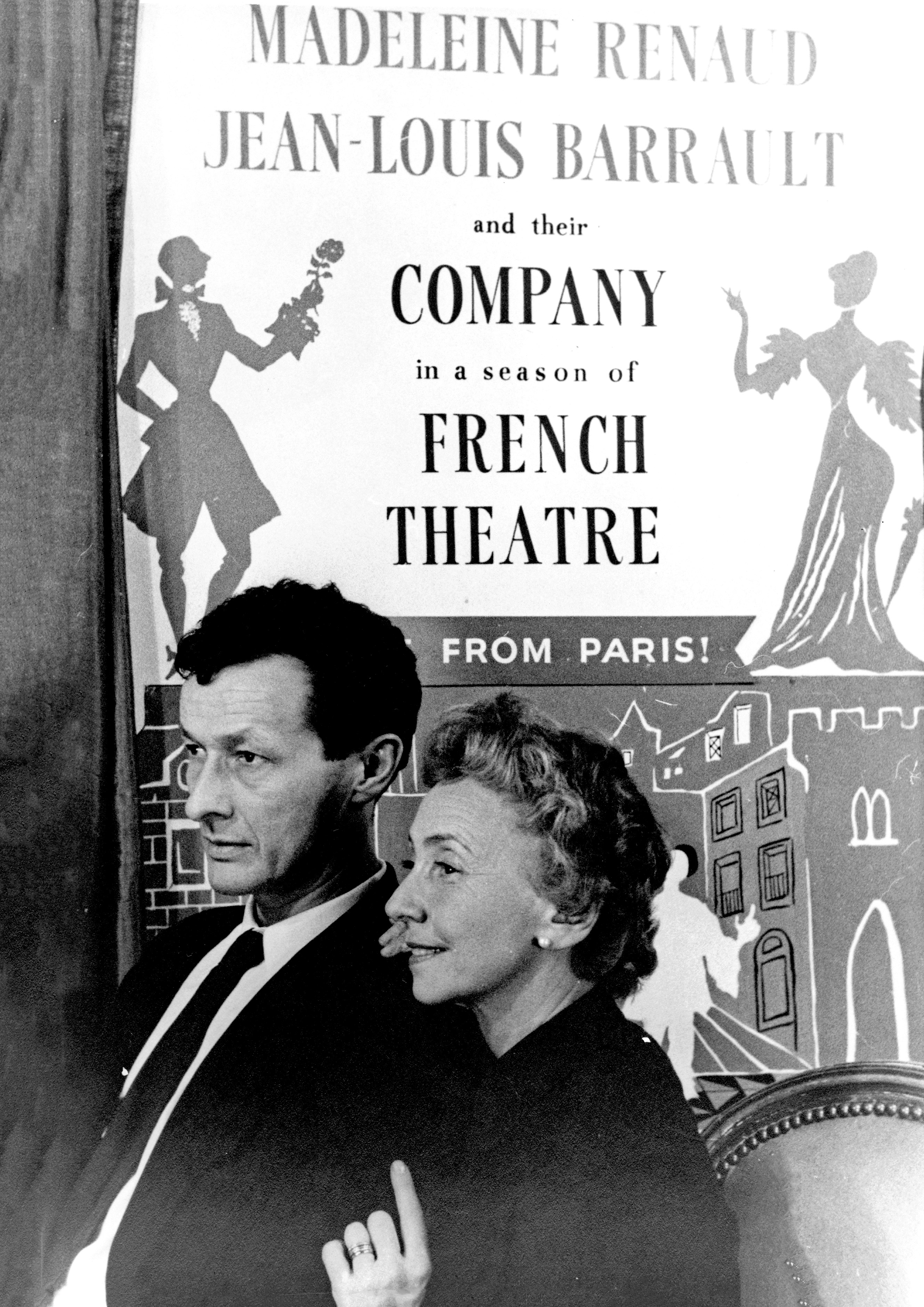
Jean-Louis Barrault (1910-1994), Madeleine Renaud (1900-1994).

La diferencia de edad en las relaciones sexuales es una característica habitual en las relaciones de pareja, tanto como sentimentales como sexuales. La aceptación social sobre la diferencia de edad y el concepto sobre lo que se considera una diferencia de edad significativa ha variado con el tiempo, y depende también de las diferentes culturas y los diferentes sistemas jurídicos y éticos.
Un estudio longitudinal en Australia demostró claramente que, las parejas con gran diferencia de edad tienen mayor satisfacción inicial (en algunos casos, por ejemplo hombres con parejas más jóvenes).Pero esa satisfacción declina con más rapidez entre los 6 y 10 años de matrimonio comparado con parejas de edad similar. Otro análisis con datos similares encontró que la satisfacción marital tiende a disminuir durante los primeros 10 años, para después recuperarse en etapas posteriores de la relación.

## Tipos de disparidad
Hay distintos tipos de relaciones o de tendencias sexuales que pueden implicar una diferencia significativa de edad. Pueden ser clasificadas con diferentes nombres, según la edad del objeto sexual de deseo:
- efebofilia: atracción sexual por los adolescentes; se llama también hebefilia;
- gerontofilia: atracción sexual por las personas ancianas o de edad madura;
- pedofilia:[7][8] atracción sexual por los niños prepubescentes o al inicio de la pubertad;
- infantofilia: atracción sexual por los niños pequeños.